# Opatov (stacja kolejowa)
Opatov – stacja kolejowa w miejscowości Opatov, w kraju pardubickim, w Czechach. Znajduje się na wysokości 445 m n.p.m.
Jest zarządzany przez Správę železnic. Na stacji nie ma możliwości zakupu biletów, a obsługa podróżnych odbywa się w pociągu.

## Linie kolejowe
- 260 Česká Třebová - Brno